# Parafia Straży Granicznej św. Mateusza Ewangelisty w Kętrzynie
Parafia Straży Granicznej Świętego Mateusza Ewangelisty w Kętrzynie znajduje się w Dekanacie Straży Granicznej Ordynariatu Polowego Wojska Polskiego. Jej proboszczem jest ks. ppor. SG Paweł Grzeszek. Obsługiwana przez księży diecezjalnych. Erygowana 20 września 1993. Mieści się przy ulicy Generała Sikorskiego.